# Чернов, Иван Григорьевич
Иван Григорьевич Чернов (23 января 1924, Филатово, Косихинский район, Алтайский край — 1962, Фрунзе) — командир стрелковой роты, старший лейтенант. Герой Советского Союза.

## Биография
Родился 23 января 1924 года в селе Филатово ныне Косихинского района Алтайского края.
В Красной армии с 3 августа 1942 года. На фронте Великой Отечественной войны с января 1943 года. Воевал на Центральном, Белорусском, 1-м и 4-м Украинских фронтах.
Указом Президиума Верховного Совета СССР от 15 мая 1946 года за умелое командование подразделением, проявленные в боях отвагу и героизм старшему лейтенанту Чернову Ивану Григорьевичу присвоено звание Героя Советского Союза с вручением ордена Ленина и медали «Золотая Звезда».
С 1945 года в запасе. Умер в 1962 году. Похоронен в Бишкеке.

## Награды
Награждён орденами Ленина, Отечественной войны 1-й степени, двумя орденами Красной Звезды, медалями.